# Alexandru Răuță
Alexandru Ilie Răuță (sinh ngày 17 tháng 6 năm 1992) là một cầu thủ bóng đá người România thi đấu ở vị trí tiền vệ cho Voluntari.